# Proschizotaenia mediocris
Proschizotaenia mediocris är en mångfotingart som beskrevs av Filippo Silvestri 1907. Proschizotaenia mediocris ingår i släktet Proschizotaenia och familjen storjordkrypare.
Artens utbredningsområde är Tanzania. Inga underarter finns listade i Catalogue of Life.